# Contea di Cass (Missouri)
La contea di Cass in inglese Cass County è una contea dello Stato del Missouri, negli Stati Uniti e fa parte dell'Area metropolitana di Kansas City. La popolazione al censimento del 2020 era di 107 824 abitanti. Il capoluogo di contea è Harrisonville, ad ogni modo la contea contiene una parte di Kansas City. La contea venne organizzate nel 1835 come Contea Van Buren, ma nel 1849 prese il nome del senatore americano Lewis Cass del Michigan, che poi divenne un candidato alla Presidenza.

## Storia
L'area di Harrisonville fu a lungo abitata da popoli che parlavano la famiglia di lingue Dhegihan: le tribù Osage, Quapaw, Omaha, Ponca e Kansa formano questo sottogruppo. L'area di azione della tribu dei Kansa si estendeva a sud dalla congiunzione dei fiumi Kansas e Missouri fino al confine settentrionale della Contea di Bates, in Missouri, inglobando le aree dell'attuale Pleasant Hill, Garden City, Archie e Drexel. Sul loro confine meridionale confinavano con gli Osage. Non ci sono prove che nessuna di queste tribu abbia avuto un accampamento stabile nel territorio della Contea di Cass.
Altre tribu storiche nella zona furono gli Shawnee e i Lenape (noti anche come Delaware), le cui tribu parlavano lingue algonchine. I Lenape sono stati spinti nel Midwest dal loro territorio lungo la costa atlantica da continue invasioni dei bianchi.
Nel 1818 gli Stati Uniti garantirono delle terre ai Lenape nella parte meridionale del Missouri, ma furono obbligati a tornarle indietro nel 1825, dopo che il Missouri divenne uno Stato. A quel tempo, vennero spostati in una riserva indiana nel Kansas. Altri Lenape avevano precedentemente migrato verso sud nel Texas, cercando rifugio in quello che era ancora territorio messicano dopo che aveva ottenuto l'indipendenza dalla Spagna. Quelli che rimasero nella zona di Harrisonville erano parenti stretti delle tribu Sauk, Fox e Kickapoo.
I primi raduni religiori tenuti da abitanti euro-americani a sud-ovest di Harrisonville spesso attiravano circa 500 indiani, oltre agli europei. Partecipavano agli entusiastici servizi religiosi, accompagnati da inni e dalla socialità, così come facevano i bianchi.
Il primo colono euro-americano sulla zona dell'attuale Harrisonville fu James Lackey nel 1830. Altri coloni della prima ora furono Humphrey Hunt, John Blythe, e il Dr. Joseph Hudspeth. Lackey venne considerato uno "squatter" in quanto costruì una cabina e racchiuse un piccolo lembo di terra pubblica per crearci il capoluogo della contea.
Il sito della città venne deciso con un atto dell'Assemblea Generale del Missouri nel 1835, da David Waldo, della Contea di Lafayette (Missouri) e Samuel Hink e Williamo Brown, entrambi della Contea di Jackson (Missouri). Nello stesso anno, la prima corte si riunì per la contea, nota come Contea Van Buren. I giudici James McClellan e William Savage si incontrarono nella residenza di McClellan a circa 5 km a sud-est di Peculiar il 14 settembre 1835. Williamo Lyon venne nominato impiegato della corte e venne organizzato il governo della contea, inclusa la creazione del Grand River Township.
Nella primavera del 1837 la cittàè di Harrisonville venne suddivisa da Enoch Rice, Francis Prine e Welcome Scott, che erano stati nominati commissari dalla legislatura dello Stato nell'inverno del 1836. Questi commissari, insieme a Martin Rice, geometra della contea, si incontrarono nella casa di John Cook il 3 aprile 1837, per discutere della pretesa di prelazione di Lackey. A maggio divisero la città nei lotti 3, 4, 5 e 6 dei quartieri a nord-est e a nord-ovest del Settore 4, Township 44N., Range 31 W. Dentro questi 0,65 km2 ci dovevano essere quattro strade: la Wall e la Pearl che andavano da est a ovest, e la Lexington e la Independence da nord a sud, ognuna meno larga di 40 piedi. Fleming Harris venne nominato commissario della città l'8 aprile 1837. I primi lotti della città vennero venduti il 12 giugno di quell'anno; quelli che si affacciavano sulla pubblica piazza vennero venduti a $20 l'uno, gli altri a $10.
"Democrat" venne fortemente spinto per essere usato come nome della nuova città, ma alla fine venne rifiutato. La città prese il nome dal Rappresentante degli Stati Uniti Albert G. Harrison del Missouri. La prima casa all'interno della città venne eretta da Jason L. Dickey nel 1836. La prima prigione a Harrisonville e la seconda per la Contea di Cass venne costruite nel 1838.
L'8 ottobre del 1835 venne organizzata la prima chiesa di Harrisonville. Venne costruita due miglia a sud-est della città ed era conosciuta col nome "Hopewell" o "New Hope Baptist".
Harrisonville venne raggiunta dalle forrivie note come la Missouri Pacific e la Frisco. Dopo uno scandalo sui fondi della costruzione della ferrovia, tre uomini coinvolti nella truffa vennero uccisi con armi da fuoco da un assalitore il 24 aprile 1974. Questo episodio divenne noto come il "Massacro di Gunn City", perché avvenne vicino a quel villaggio.
Entro il 1860, l'anno che precedette la guerra civile, 12 città del Missouri avevano popolazioni di circa 2 500 persone. Harrisonville si posizionò 37-sima, con 675 abitanti. Nel 1863 la città venne spopolata, quando gli Stati Uniti obbligarono le persone a ridurre ogni supporto alle attività di guerriglia della zona. Molti edifici, tra i quali la prigione, vennero bruciati. Fort Harrisonville fu una roccaforte per i Nordisti per un breve periodo nel 1863 e diede protezione per le fedeli famiglie nordiste.
Un po' di storia locale viene mostrata al Pleasant Hill Historical Society Museum, a Pleasant Hill, in Missouri sul confine settentrionale della contea.

## Geografia
Secondo l'Ufficio del censimento americano, la contea si estende per 1 820 km2, dei quali 1 810 km2 sono di terra e 15 km2 sono di acqua (lo 0,8%).

### Contee adiacenti
- Contea di Jackson (Missouri) (nord)
- Contea di Johnson (Missouri) (est)
- Contea di Henry (Missouri) (sudest)
- Contea di Bates (Missouri) (sud)
- Contea di Miami (Kansas) (ovest)
- Contea di Johnson (Kansas) (nordovest)

### Principali autostrade
- Interstate 49
- U.S. Route 71
- Route 2
- Route 7
- Route 58
- Route 291

## Evoluzione demografica
Secondo il censimento del 2000, c'erano 82 092 persone, 30 168 abitazioni, e 22 988 famiglie residenti nella contea. La densità di popolazione era di 117 persone per miglio quadrato (45 per km2). C'erano 31 677 unità abitative ad una densità media di 45 per miglio quadrato (18 su km2). La popolazione della contea era formata per il 95,62% da bianchi, per l'1,42% da persone di colore o afro-americani, per lo 0,58% da nativi americani, per lo 0,48% da asiatici, per lo 0,04% da isolani del Pacifico, per lo 0,50% da altre razze, e per l'1,35% da due o più razze. Approssimativamente il 2,21% della popolazione era ispanico o americo-latino di qualsiasi razza.
C'erano, 30 168 abitazioni, delle quali il 38,10% aveva bambini sotto i 18 anni che vivevano con loro, il 63,60% erano coppie spossate che vivevano insieme, il 9,10% avevano una proprietaria senza un marito presente, e il 23,80% non erano famiglie. Il 20% di tutte le abitazioni erano abitate da individui, e nell'8,5% abitavano da soli anziani oltre i 65 anni.
Nella contea, il 28,4% aveva meno di 18 anni, il 7,30% tra i 18 e i 24 anni, il 30,20% tra i 25 e i 44 anni, il 22,30% tra i 45 e i 64 anni, e l'11,7% sopra i 64 anni. L'età media era di 36 anni. Per ogni 100 donne c'erano 95,9 uomini. Per ogni 100 donne di almeno 18 anni, c'erano 92,9 uomini.
Il reddito medio di un'abitazione nella contea era di $ 49 562, e il reddito medio per una famiglia era di $ 55 258. Gli uomini avevano un reddito medio di $ 39 001 contro i $ 26 174 delle donne. Il reddito pro capite per la contea era di $ 21 073. Circa il 4,20% delle famiglie e il 5,8% della popolazione era al di sotto della soglia di povertà, inclusi il 7% degli under 18 e il 5,20% degli over 65.

## Società

### Religione
Secondo l'Association of Religion Data Archives County Membership Report (2010), la Contea di Cass è vista a volte come sul confine settentrionale della Bible Belt, con i protestanti evangelici come religione dominante. Le confessioni predominanti tra i residenti della Contea di Cass che aderiscono ad una religione sono Southern Baptist (43,71%), cattolici (17,42%) e metodisti uniti (11,07%).

## Centri abitati

### Città
- Archie
- Belton
- Cleveland
- Creighton
- Drexel
- East Lynne
- Freeman
- Garden City
- Harrisonville (sede della contea)
- Kansas City
- Lake Annette
- Lake Winnebago
- Lee's Summit
- Peculiar
- Pleasant Hill
- Raymore
- Strasburg